# Orbita cronosincrona
Si dice orbita cronosincrona una qualsiasi orbita sincrona attorno a Saturno, potenzialmente utilizzabile da satelliti naturali o artificiali del pianeta. I satelliti in orbita cronosincrona sono caratterizzati da un periodo orbitale pari al giorno siderale saturniano. 
È importante osservare che questi satelliti non mantengono sempre necessariamente la medesima posizione nel cielo di Saturno, salvo nel caso seguente.
Un'orbita cronosincrona che sia equatoriale (complanare all'equatore del pianeta), circolare e prograda (ovvero che ruoti nella stessa direzione dell'atmosfera di Saturno) è detta cronostazionaria; i satelliti in orbita cronostazionaria, analogamente a quelli in orbita geostazionaria, mantengono sempre la stessa posizione relativa rispetto all'atmosfera planetaria.
Nessun satellite naturale di Saturno si trova attualmente al di sotto dell'orbita cronosincrona.

## Parametri orbitali
Il raggio dell'orbita cronosincrona circolare è dato dalla formula
{\displaystyle r_{cronos.}={\sqrt[{3}]{\frac {GMT_{rotaz}^{2}}{4\pi ^{2}}}}=112\,226\,km.}
La velocità orbitale di un satellite in una simile orbita sarebbe dunque pari a
{\displaystyle v_{orb}={\frac {2\pi r_{orb}}{T_{rotaz}}}=18,381\,km/s.}
Una siffatta orbita è effettivamente possibile; si trova infatti all'interno della sfera d'influenza gravitazionale saturniana, data dal raggio di Hill secondo la formula
{\displaystyle r_{Hill}=a{\sqrt[{3}]{\frac {m_{Sat.}}{3M_{S}}}}=65\,159\,981\,km.}